# 官厅镇 (建水县)
官厅镇，是中华人民共和国云南省红河哈尼族彝族自治州建水县下辖的一个乡镇级行政单位。

## 行政区划
官厅镇下辖以下地区：
官厅村、板井村、谢租村、龙潭村、车家村、乌梅村、牛滚塘村、苍台村、团垴村、磨依蚌村、磨玉村和乍拉村。

## 中国传统村落
2012年，苍台村被评为首批“中国传统村落”。